# Herzogtum Bukowina
Das Herzogtum Bukowina (rumänisch Ducatul Bucovinei, ukrainisch Герцогство Буковина Herzohsstwo Bukowyna, polnisch Księstwo Bukowiny, russisch Герцогство Буковина) war Kronland des österreichischen Hauses Habsburg.

## Geschichte
Nach dem Frieden von Kücük gelang es den Habsburgern 1775, bei der Hohen Pforte die Abtretung des 10.000 km² großen Gebietes zu erreichen. In dem Vertrag wurde es zum ersten Mal als Bukowina – Buchenland – bezeichnet. Für Jahrzehnte blieb das Gebiet des späteren Kronlandes ein Teil des Kronlandes Galizien. Um 1848 war sein Eigengewicht aber so groß, dass man sich in Wien entschloss, einer Petition der Stände der Bukowina nachzukommen und es zu einem Herzogtum und Czernowitz zur Hauptstadt zu machen. Von 1867 bis 1918 war es Kronland im cisleithanischen (österreichischen) Teil Österreich-Ungarns. Am 28. November 1918 wurde im Synodensaal der Erzbischöflichen Residenz in Czernowitz durch einen Rumänischen Kongress die Vereinigung der Bukowina (rumänisch Bucovina) mit dem Königreich Rumänien proklamiert. In Folge des deutsch-sowjetischen Nichtangriffspakt besetzte die Sowjetunion am 28. Juni 1940 neben dem Territorium Bessarabiens auch den nördlichen Teil der Bukowina. Rumänien erkannte am 10. Februar 1947 durch die Unterzeichnung der Pariser Friedensverträge die neue Grenze endgültig an. Der nördliche Teil gehört seitdem zur Sowjetunion bzw. zur Ukraine, der südliche Teil blieb bei Rumänien.
Die Hauptstadt des Kronlandes war Czernowitz (rumänisch Cernăuți), heute in der Ukraine.

## Verwaltungsbezirke und Landesordnung
1854 wurde die Bukowina in folgende Bezirke unterteilt:
- Czernowitz (Umgebung)
- Dorna
- Gurahumora
- Kimpolung
- Kotzmann
- Putilla
- Radautz
- Sadagura
- Sereth
- Solka
- Storoschinetz
- Suczawa
- Waskoutz am Czeremosz
- Wysznitz
- Zastawna

Die Stadt Czernowitz unterstand dem Landeschef direkt und führte auf ihrem Gebiet auch die Agenden der Bezirkshauptmannschaft.
Mit der Reichsverfassung 1861 erhielt die Bukowina im Kaisertum Österreich eine Landesordnung, der zufolge in Czernowitz ein Landtag mit seinem Exekutivausschuss, dem Landesausschuss, errichtet wurde.  Diesen autonomen Landesorganen stand als Vertreter von Kaiser und Wiener Regierung der nun Landespräsident genannte k.k. Landeschef mit der hier Landesregierung genannten Statthalterei gegenüber. Bei der 1867 erfolgten Teilung des bisher einheitlichen Kaisertums in eine österreichische und eine ungarische Monarchie verblieb die Bukowina bei Österreich.

## Nationalitäten
Der Nationalität nach waren die Mehrzahl der Einwohner um 1900 im nördlichen und westlichen Teil Ukrainer, damals Ruthenen (41 %) genannt, im südlichen und östlichen Rumänen (32 %), daneben sind 22 % Deutsche, 3,7 % Polen, 1,3 % Magyaren. Städte mit deutscher Prägung waren Radautz, Gurahumora und Sereth.
In der Verwaltung, an deren Spitze die k.k. Landesregierung stand, und vor Gericht (1895: Landesgericht in Czernowitz; Kreisgericht in Suczawa; 15 Bezirksgerichte) waren seit 1864 Deutsch, Rumänisch und Ruthenisch, wie das Ukrainische damals genannt wurde, gleichberechtigte Sprachen.